# Ллойд, Мэри Кейтлин
Дама Мэри Кейтлин Ллойд DBE (англ. Dame Mary Kathleen Lloyd; 31 мая 1902 — 3 апреля 1972) — командант (контр-адмирал) Женской вспомогательной службы ВМС Великобритании.

## Биография
Родилась в семье Алоизиуса Джозефа Ллойда, драпировщика, и Энни Ллойд (в девичестве Грант). Обучалась в Уимблдоне, в женском колледже Урсулин. В 1939 году одной из первых вступила в преобразованную Женскую вспомогательную службу ВМС. Начинала там службу во время войны как стюард, через год была произведена в офицеры. После войны в 1946 году была произведена в суперинтенданты, за свою службу в 1946 году награждена Орденом Британской империи (MBE) на праздновании Дня рождения Короля. В 1950 году Ллойд сменила на посту команданта Женской вспомогательной службы Джослин Вулкомб.
В 1952 году стала дамой-командором Ордена Британской империи, через два года вышла в отставку. В 1963 году она вышла замуж за адвоката Джеффри Чешира, воспитывала его сына от предыдущего брака Леонарда Чешира, кавалера Креста Виктории. Многие годы дама Мэри Ллойд работала в благотворительной организации Cheshire Foundation, созданной пасынком.
Скончалась 3 апреля 1972. 28 июля 1972 в Вестминстерском соборе прошла поминальная служба по даме Мэри Ллойд, которую посетила Елизавета II.